# فولکه سوندکوئیست
فولکه سوندکوئیست (سوئدی: Folke Sundquist؛ ‏ ۴ نوامبر ۱۹۲۵ – ۱۳ ژانویهٔ ۲۰۰۹) بازیگر اهل سوئد بود.
از فیلم‌هایی که وی در آن نقش داشته‌است، می‌توان به توت‌فرنگی‌های وحشی، ساعت گرگ و میش و تابستانی پر از خوشبختی اشاره کرد.